# Мулдс, Энтони
Энтони Мулдс (англ. Antony Moulds; 4 февраля 1988, Данстейбл, Англия) — английский и гибралтарский футболист, защитник клуба «Европа Поинт».

## Биография

### Клубная карьера
Начинал игровую карьеру в любительском клубе «Бартон Роверс». Позже выступал за студенческие команды Университета Лафборо в Англии и «Вирджиния Тек Хокис», представляющую Политехнический университет Виргинии (США). Вернувшись в Англию, продолжил выступать на любительском уровне за команды «Лейтон Таун» и «Райнес Парк Вейл».
По ходу сезона 2018/19 Мулдс подписал контракт с клубом чемпионата Гибралтара «Бока Гибралтар», где за полгода сыграл 10 матчей и забил 1 гол. Летом 2019 года перешёл в другой местный клуб «Европа Поинт», в котором провёл полтора сезона. В феврале 2021 года перешёл в «Сент-Джозефс».

### Карьера в сборной
В марте 2021 года, после двух лет жизни в Гибралтаре, Мулдс получил приглашение в сборную Гибралтара на матчи отборочного турнира чемпионата мира 2022 и принял участие в двух встречах со сборными Черногории и Нидерландов.